# Marie van Goethem
Marie Geneviève van Goethem, née le 7 juin 1865 à Paris 9e (date et lieu de décès inconnus, après 1922), est une élève et danseuse au Ballet de l'Opéra de Paris qui a servi de modèle à Edgar Degas pour sa Petite Danseuse de quatorze ans.
On lui attribue parfois la date de naissance du 17 février 1864, mais il s'agit de celle d'une de ses sœurs prénommée également Marie et décédée à l'âge de 18 jours.

## Biographie
Originaire de Belgique, sa famille s'installe dans la cité Coquenard dans le 11e arrondissement de Paris et fréquente l'Opéra de Paris en tant que figurantes. Marie entre à l'École de danse de l'Opéra national de Paris en 1878. En 1880, elle sert de modèle à Edgar Degas pour sa Petite Danseuse de quatorze ans ainsi que sa sœur Antoinette. Elle est finalement renvoyée de l'Opéra en 1882 et se prostitue avec sa sœur Antoinette pour survivre.
Elle apparaît également dans le tableau La Classe de danse de Degas, daté de 1880 et exposé aujourd'hui au Philadelphia Museum of Art.

## Sculpture
En 1881, Edgar Degas présente sa sculpture de La Petite Danseuse de quatorze ans à l'exposition impressionniste de Paris. Peu appréciée du public, Degas la retire de l'exposition et la remise dans un placard jusqu'à ce qu'elle soit achetée par Paul Mellon en 1956.